# 八戸市水産科学館
八戸市水産科学館マリエント（はちのへしすいさんかがくかんマリエント）は、青森県八戸市にある「水産」をテーマとする科学館。

## 概要
八戸市の水産を紹介する通年の観光文化施設として、1989年10月に開館した。その後、八戸を代表するウミネコやイカ、八戸近海の魚などの生態・習性などを体験しながら学べるようにするため3階展示コーナーを中心に大改装を行い、2003年4月にリニューアルオープンした。
八戸市は、三陸海岸の北側に存在するため、「三陸海岸起終点マリエント」というキャッチフレーズがある。
すぐ近くに、ウミネコ繁殖地として知られる蕪島がある。
北部駐車場のある1階と2階は一般開放されていない。1階正面入口から3階観覧エリアまでは「階段展示コーナー」というやや長い階段があり、エレベーターも設置されている。4階には展望レストラン「うみねこ亭」と南部駐車場、5階には最も眺めのよい展望室があり、無料で利用することができる（貸出時を除く）。
敷地内に、小規模の多目的広場、イベント会場がある。東日本大震災による津波では1階が浸水した。

## 沿革
- 1989年（平成元年）10月、開館。
- 2003年（平成15年）4月、3階施設等の体験学習型への対応が完了し、リニューアルオープン。
- 2006年（平成18年）4月、指定管理者による運営となる。

## 建築概要
- 構造－ 鉄筋コンクリート一部鉄骨造5階建
- 延床面積－ 2,341.46m2

## 所在地
- 〒031-0841 青森県八戸市大字鮫町字下松苗場14－33

## 利用案内
開館時間9:00 - 17:00（6月から8月は18:00まで）
休館日年末年始、および臨時休業日
入館料大人・大学生300 (150) 円、高校生200 (100) 円、小中学生100 (50) 円
( )内は20名以上の団体料金、小学生未満の幼児は無料。
駐車場バス7台、乗用車80台

## アクセス
- JR 鮫駅から
  - 徒歩15分
  - ワンコインバス・うみねこ号「水産科学館前」（運行期間：4月末 - 10月末）
- 八戸市営バス・バス停「マリエント前」
- 八戸市営バス・バス停「岬町」